# Tacuinum sanitatis

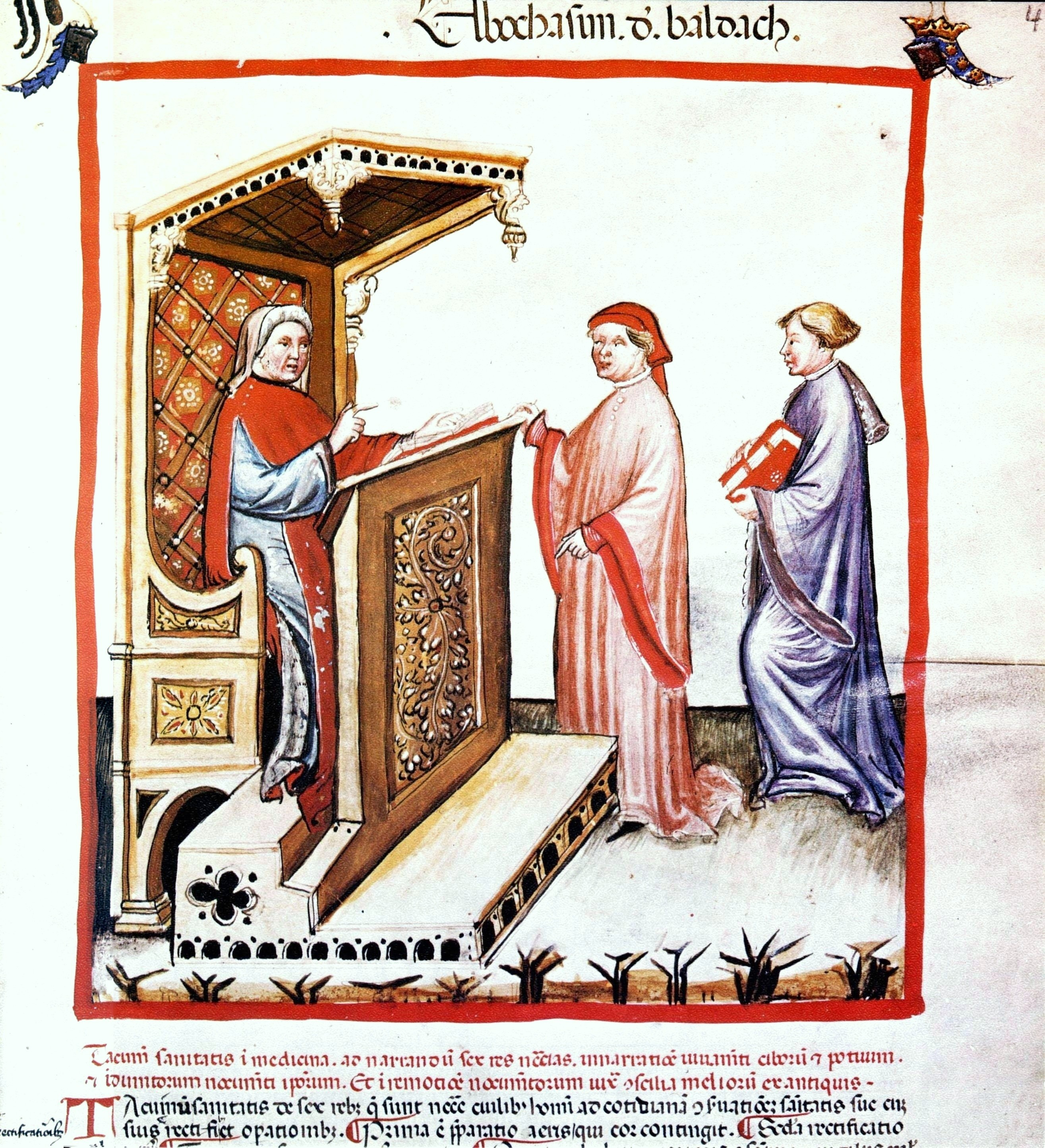
Ibn Butlan (links) und zwei seiner Schüler (Wiener Tacuinum fol. 4)

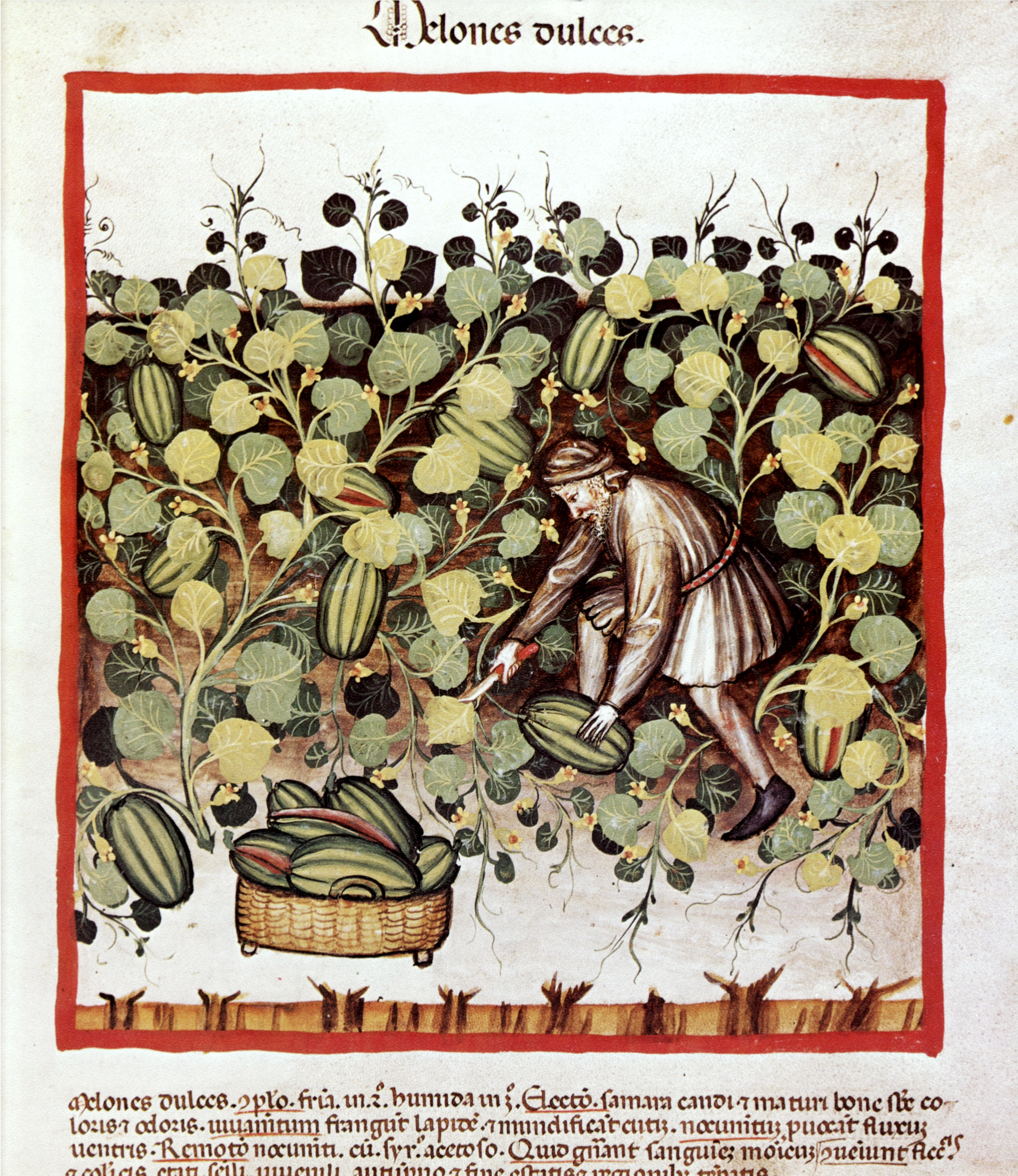
Landmann bei der Melonenernte (Wiener Tacuinum fol. 21)

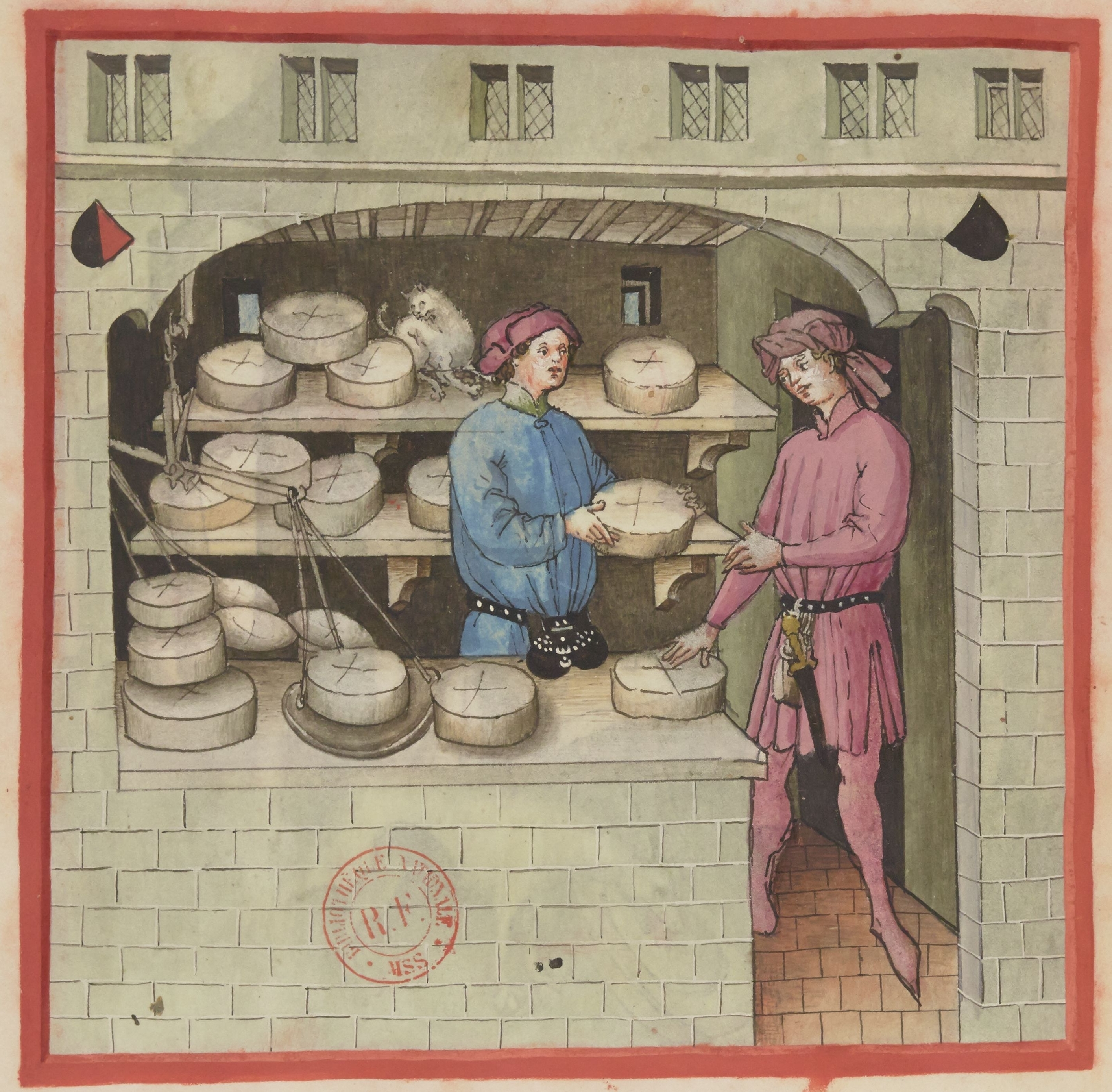
Alter Käse. Sog. Pariser Tacuinum, vielleicht Südwestdeutschland zwischen 1434 und 1450 (Paris BNF, Ms. Latin 9333, fol. 58v)

Tacuinum sanitatis (in medicina) ist der Name mehrerer mittelalterlicher Kodizes (Tacuina sanitatis), die ein Gesundheitsregimen (Regimen sanitatis) in Form eines synoptischen Tabellenwerkes darstellen. Ihre Grundlage ist das Werk Taqwim as-sihha / تقويم الصحة / taqwīm aṣ-ṣiḥḥa aus dem 11. Jahrhundert des nestorianischen Arztes Ibn Butlan. Taqwim as-sihha (ins Lateinische als Tacuinum sanitatis übernommen) bedeutet „tabellarische Übersicht der Gesundheit“, da die Seiten im arabischen Original in regelmäßige Felder aufgeteilt sind. Da dies an ein Schachbrett erinnert, erhielt die erste deutsche Ausgabe im Jahr 1533 den Titel Schachtafelen der Gesuntheyt.
Ibn Butlan stellt in diesem Gesundheitsregeln vermittelnden Regimen den Objekten der sex res non naturales tabellarisch ihre Eigenschaften gegenüber, woraus sich ein übersichtliches Nachschlagewerk für Fragen einer gesunden Lebensführung ergibt. Der Text basiert auf der antiken und mittelalterlichen Humoralpathologie und erläutert, welche Nahrungsmittel, Gegebenheiten der menschlichen Umwelt und Gemütszustände (Zorn, Freude etc.) die Stoicheia „trocken“, „feucht“, „kalt“ und „warm“ aufweisen und für welche Personengruppen und in welchen Gegenden sie nützlich sind. Knoblauch zum Beispiel, sei „warm“ und „trocken“ und erzeuge „grobe und scharfe Säfte“. Er nütze gegen Skorpion- und Schlangenbisse, sowie gegen Würmer. Empfehlenswert sei er für geschwächte Naturen und in kalten Gegenden. Die Jahreszeit Herbst dagegen sei „gemäßigt kalt im 2. Grad“ und vermehre „melancholische Säfte“. Dem sei mit Bädern abzuhelfen. Nützen würde er Kindern und Jugendlichen in warmen und feuchten Gegenden.

## Ausgaben und Inhalte
Eine erste lateinische Übersetzung des Taqwim as-sihha aus dem Arabischen erfolgte in der ersten Hälfte des 13. Jahrhunderts. Der Übersetzer ist unbekannt, aber aufgrund eines Hinweises in einer venezianischen Handschrift des 14. Jahrhunderts muss man ihn wahrscheinlich im Umfeld von König Manfred von Sizilien (1258–1266) in Palermo suchen.  Diese Übersetzung wurde in zahlreichen Handschriften verbreitet; insgesamt 17 Handschriften sind erhalten, deren älteste aus dem 13. Jahrhundert stammt. Ab dem Ende des 14. Jahrhunderts entstanden mehrere bebilderte Fassungen. Diese Handschriften wendeten sich weniger an ein Fachpublikum, sondern waren als Hausbücher für das gehobene Bürgertum und den Adel gedacht und dienten wohl ebenso sehr dem ästhetischen Genuss wie der Gesundheitsbelehrung. Gegenüber den zahlreichen bilderlosen Textfassungen wurden in den bebilderten Handschriften die Bilder so beherrschend, dass der Text in den Hintergrund trat und erheblich gekürzt und umgestaltet wurde. Man kennt bisher neun solcher Bilderhandschriften, darunter eine italienische Übersetzung aus dem 15. Jahrhundert.
Ab 1380 illustrierte Giovannino de’ Grassi in Norditalien eine solche gekürzte Fassung. Die 169 Bilder sind Federzeichnungen, von denen einige teilweise oder ganz aquarelliert sind. Im Vergleich zu diesen elegant und gekonnt ausgeführten Zeichnungen erscheinen die anderen Versionen von Ende des 14. Jahrhunderts deutlich derber. Aufbewahrungsort ist die Universitätsbibliothek Lüttich.
Die Handschrift Nouvelle Acquisition Latine 1673 der Bibliothèque Nationale, Paris, wurde zwischen 1380 und 1390 in Pavia oder Mailand geschrieben. Sie enthält 103 illustrierte Folios, von denen die ersten beschädigt sind, mit insgesamt 205 Illustrationen.
Das Wiener Tacuinum (Hs. 2644) entstand Ende des 14. Jahrhunderts in der Lombardei, vielleicht in Verona. In der Vergangenheit wurde fälschlicherweise vermutet, dass der Codex im Besitz der Veroneser Familie Cerruti war. Historisch dokumentiert ist, dass das Manuskript bis 1407 im Besitz des Trentiner Fürstbischofs Georg von Liechtenstein war. Es befand sich unter den Besitztümern, die Herzog Friedrich IV. von Österreich nach der Vertreibung des Bischofs 1407 konfiszierte und fortschaffte. Unter den späteren Besitzern war Graf Ludwig I. von Württemberg-Urach. Diese Ausgabe wird heute in der Österreichischen Nationalbibliothek aufbewahrt und ist bekannt als Hausbuch der Cerruti.
Das sogenannte Pariser Tacuinum sanitatis entstand zwischen 1434 und 1450 wohl in Südwestdeutschland für Graf Ludwig I. von Württemberg-Urach und befindet sich heute in der Bibliothèque nationale de France.
Es ist schwierig, die als Theatrum Sanitatis bezeichnete Handschrift zu datieren, die sich jetzt in der Biblioteca Casanatense in Rom befindet. Wahrscheinlich entstand sie zwischen 1390 und 1400. Es wurde vermutet, dass das Pariser Tacuinum auf die Wiener Fassung zurückginge, aber nach einem Vergleich der Handschriften in Wien, Paris und Rom lässt sich mit großer Sicherheit sagen, dass die Pariser Fassung vor der Wiener und jener in Rom entstanden ist.
Aus den 1450er Jahren stammt die Handschrift Tacuinum Sanitatis ms. Leber 1088 in der Bibliothèque Municipale von Rouen. Sie enthält anstatt der 205 Bilder im Wiener Tacuinum nur 114 Abbildungen.
Gegen Ende des 15. Jahrhunderts wurde noch eine Art Taschenbuchausgabe des Tacuinum Sanitatis geschrieben, die als Codex 2396 in der Österreichischen Nationalbibliothek aufbewahrt wird. Sie ist vermutlich venezianischen Ursprungs und zeigt jeweils 4 Bilder in kleinerem Format auf jeder Seite; 129 dieser Bildchen sind koloriert, die restlichen als Federzeichnung stehen gelassen.
Darüber hinaus gibt es mindestens fünf Herbarien mit Bildern von Pflanzen im Garten oder auf dem Feld, in denen Texte vorkommen, die auf Ibn Butlan zurückgehen, z. B.
Ms. C. 67 in der Universitätsbibliothek von Granada mit 66 Miniaturen aus dem Tacuinum und
Codex 5264 der Österreichischen Nationalbibliothek, in dem 146 Miniaturen mit denen aus dem Tacuinum übereinstimmen.
Einige Illustrationen der Tacuina-sanitatis-Tradition stammen aus dem Codex Palatinus 586, einer Version des Circa instans, andere finden sich im Codex Casanatensis 459, einer daraus abgeleiteten Circa-instans-Version wieder.
Neben einer ausführlichen bebilderten Rezeptsammlung enthalten die von 1895 bis 1905 wiederentdeckten Kodizes Ratschläge zur Gesundheit, sowie Wissenswertes zu Pflanzen und zum Ackerbau.

## Vergleiche
Die römische Handschrift stellt in ihrer Bilderwelt vor allem, ähnlich wie Illustrationen eines Kräuterbuchs, die Pflanze in den Mittelpunkt, während die Pariser Ausgabe eher das höfische und die Wiener Handschrift (das „Hausbuch der Cerutti“) eher genreartig das bürgerliche Leben darstellt.

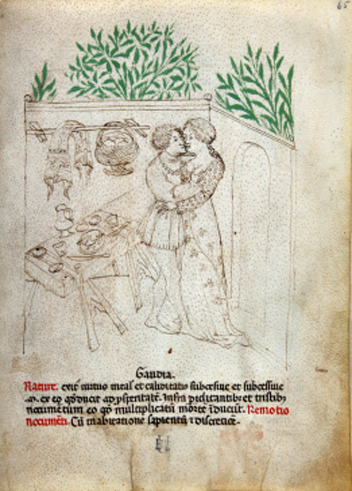
Gaudia (Freude). Lüttich, Hs. 1041, um 1380
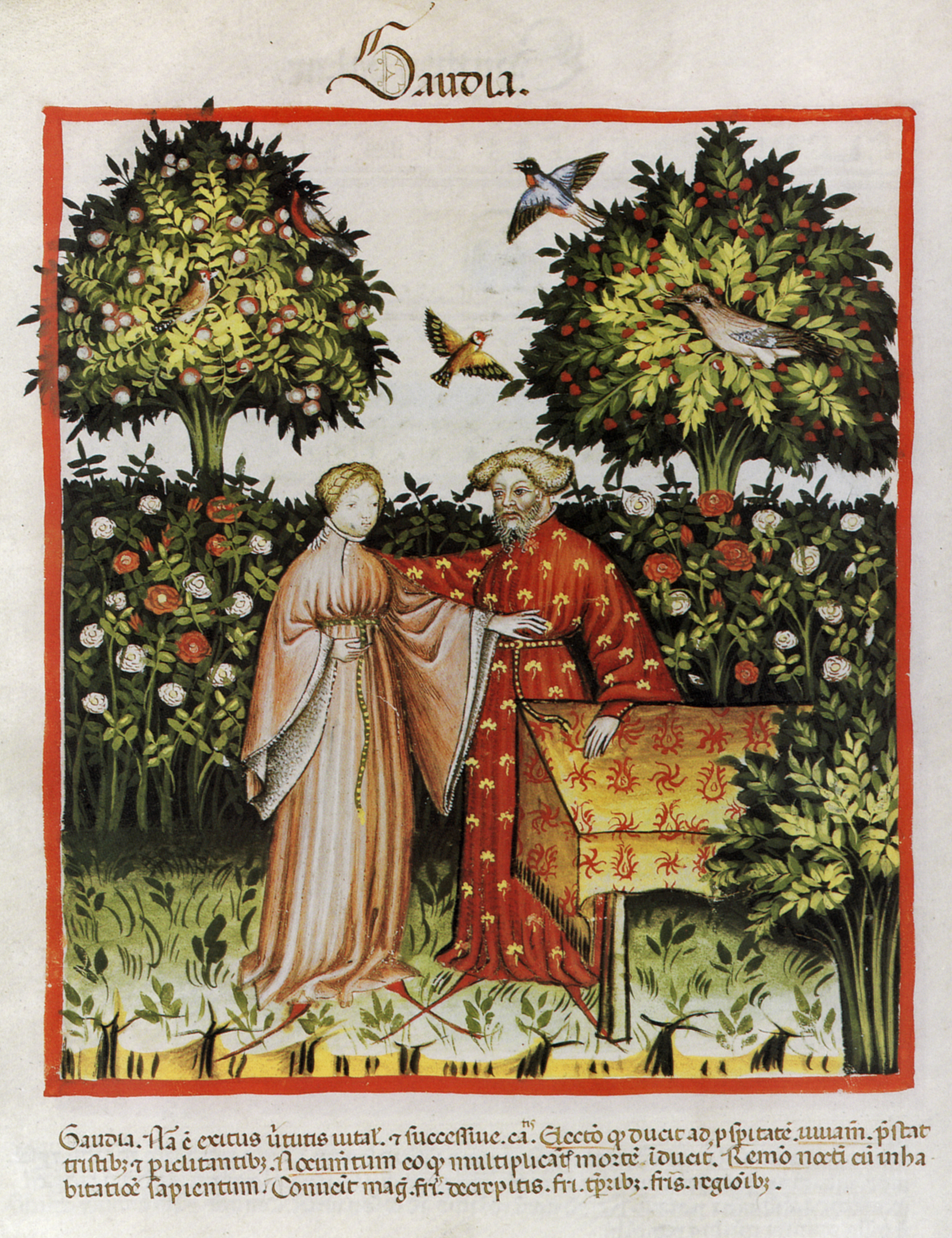
Gaudia. Wien, ser. nov. 2644, um 1390
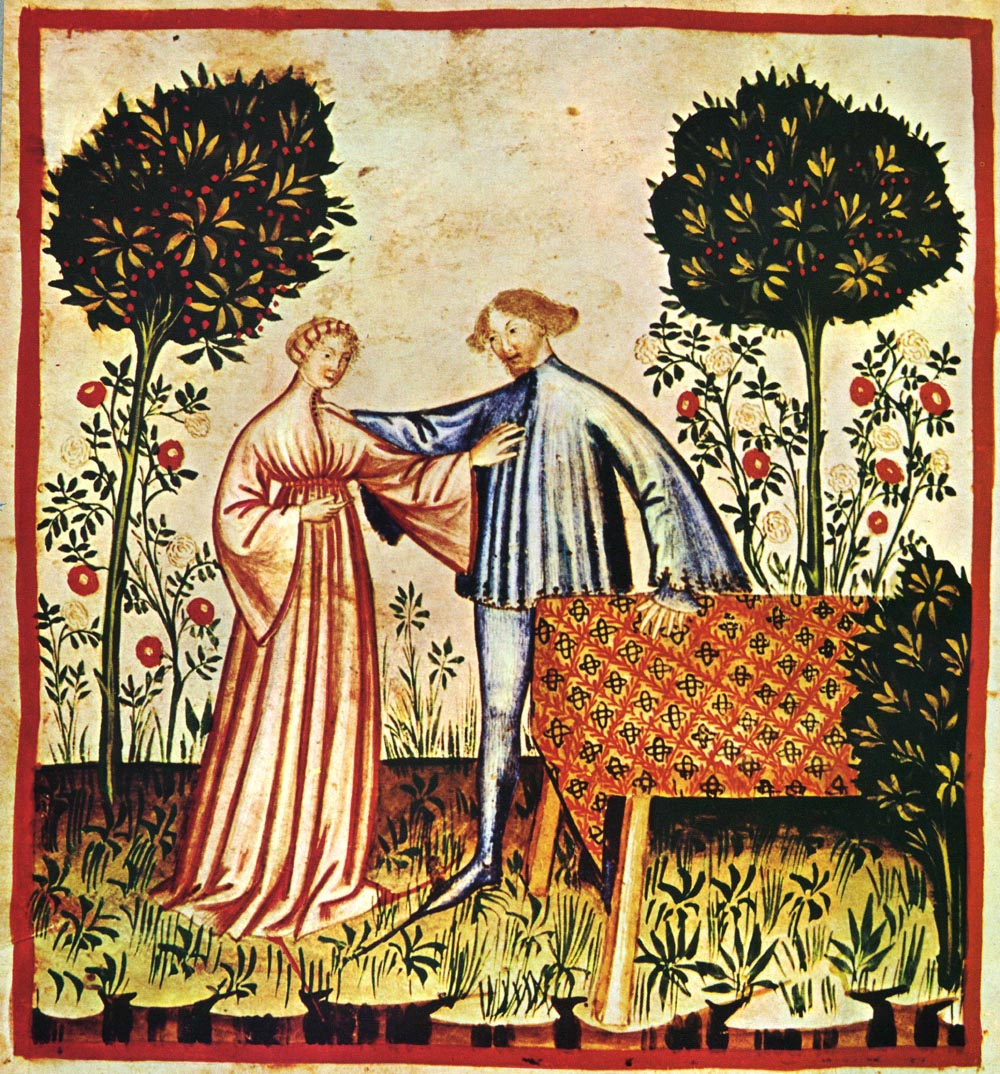
Gaudia. Biblioteca Casanatense, Rom (15. Jh.)
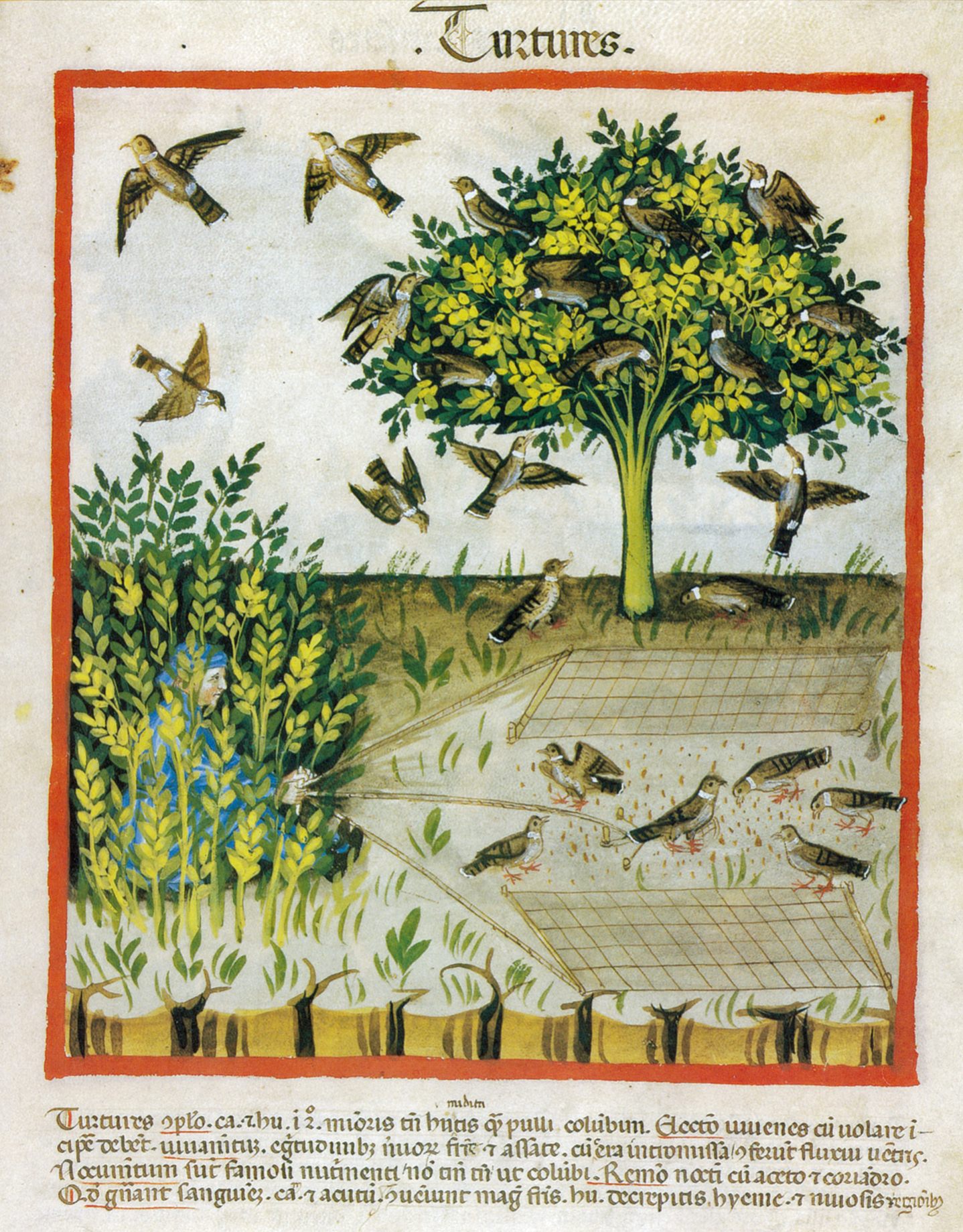
Turtures (Turteltauben) Wien, ser. nov. 2644, um 1390
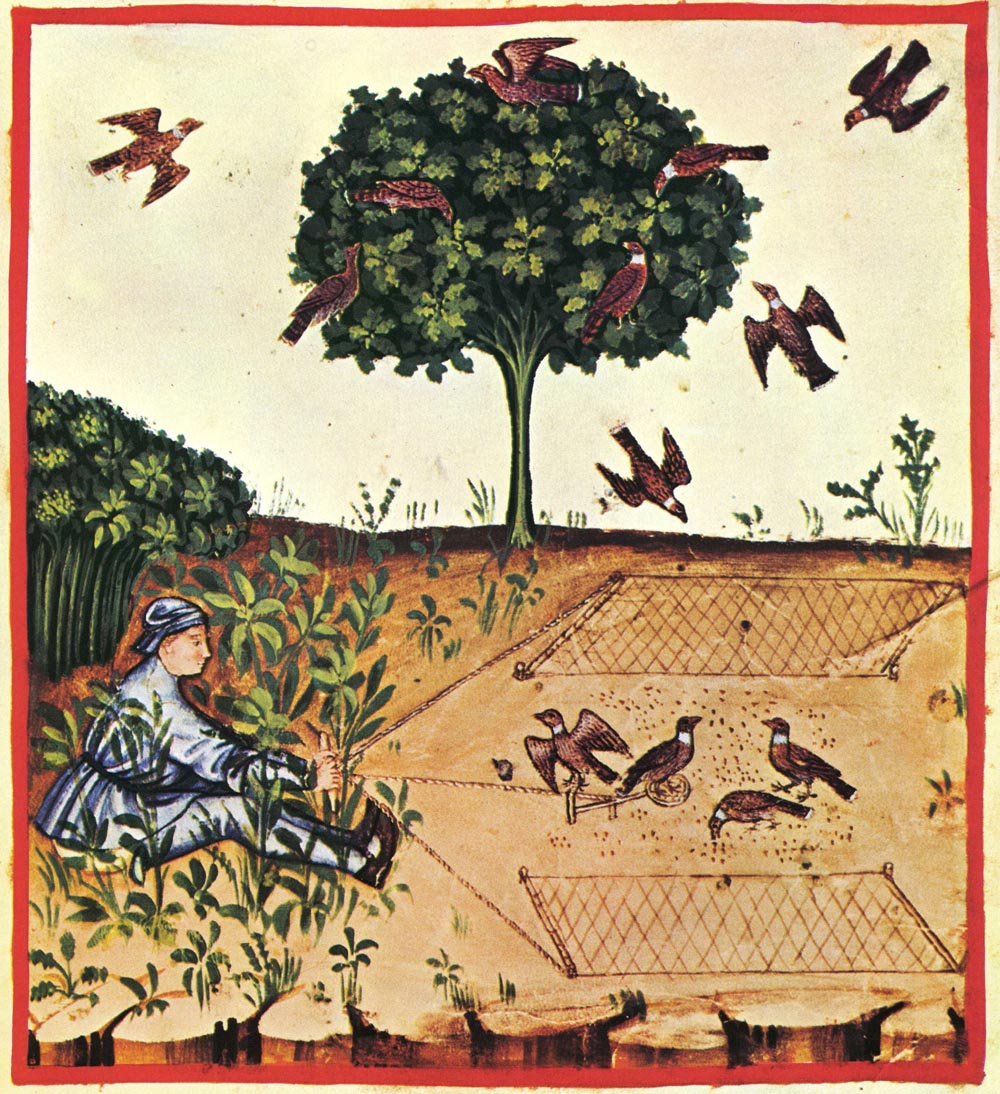
Turtures. Biblioteca Casanatense, Rom (15. Jh.)

## Gedruckte Ausgaben
- Tacuini sanitatis Elluchasem Elimithar medici de Baldath de sex rebus non naturalibus, earum naturis, operationibus et rectificationibus […] recens exarati. Hans Schott, Straßburg 1531.

## Faksimiles
- Tacuinum sanitatis in medicina: Codex Vindobonensis series nova 2644 der Österreichischen Nationalbibliothek. I–II, kommentiert, transkribiert und ins Deutsche übersetzt von Franz Unterkircher, mit einer englischen Übersetzung des lateinischen Textes von Heide Saxer und Charles H. Talbot. Graz 1967 (= Codices selecti phototypice impressi. 6-6*).
- Tacuinum sanitatis: Codex 2396 der Österreichischen Nationalbibliothek. I–II, kommentiert von Joachim Rössl und Heinz Konrad, Beschreibung der Miniaturen und Vorzeichnungen von Hermamm Julius Herrmann. Graz 1984 (= Codices selecti phototypice impressi. 78-78*), ISBN 3-201-01258-0.
- Luis García Ballester et al. (Hrsg.): Santo Tomás de Cantimpré, Faksimile von Codex C67. Universidad, Granada 1973. Enthält 11 Manuskripte aus dem Liber de natura rerum von Thomas von Cantimpré sowie das Tacuinum Sanitatis, Kommentar in Spanisch und Englisch.
- Tacuinum Sanitatis / Bibliothèque nationale de France, Paris / Ms. Lat 9333, Barcelona 2007, ISBN 978-84-96400-40-5. Kommentarband mit Beiträgen von Alain Touwaide, Eberhard König, Carlos Miranda Garcia-Tejedor. M. Moleiro.
- Silvia Panini (Hrsg.): Historia Plantarum – Ms 459 Biblioteca Casanatense. Panini, Modena-Rom 2001, ISBN 88-8290-067-3
- Theatrum Sanitatis, Biblioteca Casanatense, Signatur Ms. 4182. M. Moleiro Editor, S.A., Barcelona 1999, ISBN 978-84-88526-45-8. Kommentarband mit Beiträgen von José Maria López Piñero, Felipe Jerez Moliner in Spanisch und übersetzt ins Englische.